# George Constantin
George Constantin (n. 3 mai 1933, București, România – d. 26 aprilie 1994, București, România) a fost un actor român de film, radio, scenă, televiziune și voce, tatăl actorului Mihai Constantin.

## Biografie
S-a născut la 3 mai 1933 în București, fiul lui Tănase, șofer la Fabrica de Țigarete și al Elenei, casnică. După moartea tatălui este nevoit să se mute, împreună cu mama și sora sa, din locuința de serviciu în care stăteau, în cartierul Ghencea. Într-un interviu acordat Floricăi Ichim, pentru revista Teatrul, actorul a descris prima sa întâlnire cu teatrul
„Prima oară într-o sală de teatru am ajuns copil fiind în cartierul meu, la Teatrul „Muncă și lumină“, pe Uranus, unde mai târziu a fost una dintre sălile Teatrului Armatei și unde am jucat și eu în „Ecaterina Teodoroiu“ de Tăutu. În sala aceea am văzut „Volpone“ de Ben Jonson. După aceea, ca mulți iubitori de teatru, am început și eu ca amator.”—George Constantin, interviu
De la cincisprezece ani a jucat pe scena Teatrului Național. A fost  Străjer 2 în Romeo și Julieta în regia lui Moni Ghelerter, Damian Tabacu în Bălcescu și Sergent Pugovitin în Revizorul, regia Sică Alexandrescu. În 1956 a absolvit Institutul de Artă Teatrală și Cinematografică Ion Luca Caragiale, clasa N. Bălțățeanu - Beate Fredanov. Nu a intrat din prima încercare la Institut (el se pregătise pentru dramă dar comisia i-a cerut ... comedie) ci, așa cum afirmă Vlad Mugur,
„L-am văzut prima oară la examenul de admitere, după ce căzuse de trei ori, iar eu, care aveam o calitate, pe lângă alte defecte, adică intuiam talentele, am descoperit la băiatul acela slab şi deşălat, cu mişcări incoerente, o privire care râdea.
Când am ieşit din sală, i-am spus Aurei Buzescu şi lui Mony Ghelerter «acesta trebuie să treacă», şi aşa s-a trezit George în anul I, la clasa lui Nicolae Bălţăţeanu – un mare profesor. La repetiţiile noastre veneau Camil Petrescu, Mihai Ralea, Tudor Vianu. George mi s-a părut totdeauna un clovn tragic, nu actor romantic, epic sau doar tragic, cum îl vede Ciulei de pildă. Avea o vorbire specială, întretăiată, avea culoarea cuvântului, plastica lui, pe care o schimba de la propoziţie la propoziţie.”—Vlad Mugur
După absolvirea Institutului, o parte dintre colegi au plecat împreună cu Vlad Mugur la Craiova, iar George Constantin a rămas în București, pentru că trebuia să își satisfacă serviciul militar. Însă stagiul militar a fost înlocuit de jocul în cadrul Teatrului Armatei. În 1959 a debutat pe scena Teatrului „Nottara” cu rolul Alexei din piesa Mama și copiii ei dar, din punct de vedere calitativ, debutul ar fi cu rolul Higgins din „Pygmalion“ (1959), iar în 1960 a debutat în cinematografie, în pelicula Aproape de soare, în care a jucat alături de Florin Piersic și Vasilica Tastaman. În perioada 1959 - 1973: a jucat pe scena Teatrului Nottara și a colaborat cu Teatrul Mic și Național.
Deși a fost adesea complimentat pentru talentul său actoricesc iar majoritatea rolurilor jucate i-au adus cronici pozitive, George Constantin a fost descris de către oamenii din jurul său ca fiind timid. Actorul însuși s-a confesat într-un interviu acordat Evei Sîrbu astfel:
„Sunt un timid prin excelență. Sunt plin de complexe și, uneori, chiar speriat. Fricile mele sunt foarte mari și multiple. Începând cu mine, ca existență, și sfârșind cu profesia mea.”—George Constantin, interviu
Ultimul său rol a fost în 1994 în pelicula O vară de neuitat, regia și scenariul Lucian Pintilie.

## Distincții
- Ordinul Muncii clasa a III-a (10 august 1964) „pentru merite deosebite în opera de construire a socialismului, cu prilejul celei de a XX-a aniversări a eliberării patriei”[7]
- Medalia „Meritul Cultural” clasa I (26 septembrie 1966) „pentru merite deosebite în activitatea literară, artistică și de răspîndire a culturii naționale, cu prilejul Centenarului Academiei Republicii Socialiste România”[8]
- Ordinul „Meritul Cultural” clasa a III-a (6 noiembrie 1967) „pentru merite deosebite în domeniul artei dramatice”[9]
- Ordinul „Meritul Cultural” clasa a II-a (1971) „pentru merite deosebite în opera de construire a socialismului, cu prilejul aniversării a 50 de ani de la constituirea Partidului Comunist Român”[10]

De Ziua Mondială a Teatrului din 2016, George Constantin a primit postum o stea pe Aleea Celebrităților din Piața Timpului (Cocor) și Placheta Orașului București, în semn de recunoaștere și prețuire pentru întreaga sa activitate în domeniul teatrului și filmului.

## Filmografie
- Aproape de soare (1961)
- Un surîs în plină vară (1964)
- Procesul alb (1965)
- La porțile pămîntului (1966)
- Diminețile unui băiat cuminte (1967)
- Reconstituirea (1968)
- Răpirea fecioarelor (1968)
- Răzbunarea haiducilor (1968)
- Urmărirea (1971)
- Cu mîinile curate (1972)
- Un august în flăcări (1973)
- Proprietarii (1973)
- Ultimul cartuș (1973)
- Dincolo de nisipuri (1974)
- Filip cel bun (1975)
- Muntele ascuns (1975)
- Cantemir (1975)
- Mușchetarul român (1975)
- Orașul văzut de sus (1975)
- Singurătatea florilor (1976)
- Trei zile și trei nopți (1976)
- Războiul independenței (Serial TV) (1977)
- Pe firul apei (1978)
- Pentru patrie (1978)
- Mai presus de orice (1978)
- Vlad Țepeș (1979)
- Între oglinzi paralele (1979)
- Speranța (1979)
- Un om în loden (1979)
- Bietul Ioanide (1980) - dublaj de voce
- Burebista (1980)
- Iancu Jianu haiducul (1981)
- Urma ștergătorului de urme (1981)
- Duelul (1981)
- Ștefan Luchian (1981)
- Orgolii (1982)
- Înghițitorul de săbii (1982)
- Calculatorul mărturisește (1982)
- Escapada (1983)
- Pe malul stîng al Dunării albastre (1983)
- Dragostea și revoluția (1983)
- Prea cald pentru luna mai (1984)
- Galax (1984)
- Racheta albă (1984)
- Sezonul pescărușilor (1985)
- Capcana (1986)
- Întunecare (1986)
- Punct... și de la capăt (1987)
- Cuibul de viespi (1987)
- Figuranții (1987)
- Totul se plătește (1987)
- Getting Lucky (1990)
- Polul Sud (1991)
- Trandafirul și coroana (teatru TV, 1991) - Necunoscutul, personificarea morții
- Templul tăcerii (1992)
- Domnișoara Christina (film TV, 1992) - doctorul
- Cel mai iubit dintre pămînteni (1993)
- Timpul liber (1993)
- Începutul adevărului (Oglinda) (1994)
- O vară de neuitat (1994)
- Ábel a rengetegben - Abel în codri (1994) - Surgyélán